# La mancha brava
La Mancha Brava fue un grupo terrorista paramilitar de origen hondureño de ideología nacionalista que se encargó de perseguir y realizar matanzas contra inmigrantes salvadoreños en 1969. Dicha organización fue señalada de ser cubierta por el gobierno de la dictadura militar del general Oswaldo López Arellano, quien había comenzado una campaña en contra de la migración salvadoreña como producto del declive económico de Honduras a finales de los años 60.

## Historia

### Antecedentes
En 1969 había casi 300 000 jornaleros salvadoreños viviendo en Honduras, donde formaban casi el 20% de la mano de obra rural del país. Ese mismo año la situación cambió en Honduras. Los grandes terratenientes hondureños también experimentaron la presión social de tener grandes masas de jornaleros sin tierras que podían ser fuente de revueltas contra el gobierno. Para paliar el descontento de los campesinos pobres de Honduras, el presidente Osvaldo López Arellano decidió realizar una reforma agraria sin afectar a los grandes propietarios de tierras (entre los que se contaba la empresa estadounidense United Fruit Company, dueña del 10 % de la tierra cultivable de Honduras).
La solución del gobierno hondureño consistió en expropiar tierras a los campesinos salvadoreños que habían vivido allí durante varias generaciones y que se habían hecho propietarios, además de expulsar a los jornaleros salvadoreños residentes en Honduras. Esto dio inicio a una campaña masiva de xenofobia promovida por el gobierno de Honduras, donde se señaló a los salvadoreños como el principal culpable de varios de los males de la situación hondureña en ese entonces. Dicha propaganda provocó que se empezara a ver de manera negativa a los residentes de Honduras de origen salvadoreño. Esto llegaría al grado del uso de la violencia física contra algunos de ellos, hasta que se empezó a formar un grupo paramilitar encargado de dichas persecuciones que terminaría siendo la Mancha Brava.

### Inicios y operaciones
No se tiene fecha exacta de su creación aunque nació meses previos a la guerra de las 100 horas, el grupo fue en su inicio conformado por un conjunto de ciudadanos hondureños de ideología nacionalista muy ligada a la extrema derecha armados con armas de fuego que con el tiempo integraron más miembros en sus filas los cuales, motivados por la propaganda política xenófoba durante la dictadura del general Oswaldo López Arellano, empezaron a realizar actividades terroristas en las zonas fronterizas de Honduras, donde se concentraban varios agricultores de origen salvadoreño. 
Muchas de sus actividades terroristas se concentraron en las zonas fronterizas de Honduras, donde se concentraba un alto número de personas salvadoreñas las cuales tenían varias propiedades a su nombre. Sus acciones consistían en la intimidación, asesinatos, tortura y destrucción de la propiedad privada de familias salvadoreñas, muchas de las cuales llevaban más de una generación en suelo hondureño. Todas estas actividades se realizaban mientras un amenazante ambiente anti salvadoreño iba en aumento en el país lo cual solo hacía que estas fueran en aumento. Dichas actividades fueron denunciadas por el gobierno salvadoreño pidiendo a la OEA su intervención contra la violación de los derechos humanos en Honduras.
Varios de los salvadoreños que escaparon de Honduras antes del inicio de la guerra al regresar a territorio salvadoreño relataron que en el país vecino existía una organización encargada de perseguir a personas de origen salvadoreño, muchos de los que confesaron las actividades del grupo contaron como estos cometían sus atrocidades. Fue debido a esto a que el gobierno de El Salvador acusó numerosas veces al gobierno de Honduras de ser cómplice y encubridor los crímenes de dicha organización que atacaba a sus compatriotas. Esto dijo en vista que la administración hondureña se mostró pasiva en tomar acciones contra las acciones de dichos grupos. Esto sería así entre ambos gobiernos hasta el final de la guerra de las Cien Horas en donde miles de salvadoreños serían expulsados de manera forzosa del territorio hondureño, no sin antes ser encerrados en centros de detención a lo largo del país.

### Disolución
La mancha brava al ir perdiendo su principal propósito tras el final de la guerra empezó a disolverse tras las constantes expulsiones de salvadoreños, al grado de estar desaparecidos a inicios de los años 70. Sus miembros nunca fueron juzgados debido a que la dictadura de López Arellano continuaría hasta 1975. 